# Вега, Лис
Лисеска Вега Гальвес (исп. Liseska Vega Galvez, более известная как Лис Вега исп. Liz Vega; род. 20 октября 1977, Гавана, Куба) — кубинская и мексиканская актриса театра и кино, балерина, певица и танцовщица. Рост — 162 сантиметра.

## Биография
Родилась 20 октября 1977 года в Гаване в семье Ласаро Веги и Марты Элены Гальвес. Родители развелись, когда ей было 10 лет. У неё есть сестра, которую родители решили назвать также как её — Лисеска Вега Гальвес, позже она решила взять псевдоним — Лис Вега. Со своими родителями по прежнему поддерживает общий язык, но встречается крайне редко, так как они живут в Гаване, а она — в Мексике. 27 сентября 1991 года начала свою карьеру танцовщицы и некоторое время работала на Кубе, после чего переехала в Мексику где продолжила танцевальную карьеру, а в 1997 году приехав в Мехико, решила стать актрисой. В мексиканском кинематографе дебютировала в 2004 году и с тех пор снялась в 13 кино- и телефильмах. Номинирована на премию Peolpe en Espanol.

## Личная жизнь
В 2008 году вышла замуж за актёра Федерико Диаса, однако личная жизнь у супругов не сложилась из-за нетрадиционной сексуальной ориентации супруга — в том же году всё кончилось разводом. 11 февраля 2013 года вышла замуж за Мауро Риверо.

## Фильмография

### Избранные телесериалы
- 2005 — Наперекор судьбе — Хункаль
- 2010 — Сакатильо, место в твоём сердце — Ольга
- 2011 — н. в. — Как говорится — Сильвия

## Театральные работы
- 2012 — Богатые Мамбо